# Sela pri Otovcu
Séla pri Ótovcu je naselje v Sloveniji.

## Geografija
Povprečna nadmorska višina naselja je 190 m.
Pomembnejša bližnja naselja so: Talčji vrh (1,5 km) in Črnomelj (4 km).